# Juan Manuel Guilera
Juan Manuel Guilera (Buenos Aires, 6 aprile 1986) è un attore e cantante argentino.

## Carriera
Ha iniziato la sua carriera a 17 anni, nel 2003, debuttando nel ruolo di Juan in Rebelde Way. Nel 2004, dopo aver studiato recitazione, debutta al cinema con il film, Papá se volvió loco, nel ruolo di Nico. 
Nel 2005 è stato scritturato come protagonista in un cortometraggio intitolato, Gris.
Nel 2006 recita in un altro cortometraggio intitolato La llave. Sempre nello stesso anno ritorna in televisione interpretando Agostino nella serie TV El refugio.
Nel 2007 è stato scritturato dalla casa di produzione cinematografica Ideas del Sur, per due stagioni, per interpretare il ruolo di Gonzalo nella telenovela Il mondo di Patty.
Tra il 2008 e il 2009 partecipò a numerose presentazioni dello spettacolo musicale della serie.
Nel 2009 e il 2010 ha recitato come protagonista nella serie Niní interpretando Martin, accanto a Florencia Bertotti e Federico Amador. Insieme al cast della serie, ha partecipato allo spettacolo musicale collegato alla serie, sia al Teatro Gran Rex, che in tournée in molte città dell'America Latina.
Nel 2010 ha partecipato alla serie televisiva Para vestir santos - A proposito di single.
Nel 2011 ha interpretato il giovane rubacuori Guillermo, nella sitcom Un año para recordar. Nello stesso anno ha partecipato ad alcuni episodi della sitcom Los únicos dove interpreta la parte di Lucas Miller.
Nel 2012 ha fatto parte della II stagione di Los únicos con Nicolás Vázquez, Emilia Attias, María Eugenia Suárez e Nicolás Cabré, nuovamente nel ruolo di Lucas Miller. In questa stagione il suo personaggio possiede non solo una super forza, ma anche poteri di telecinesi.
Nel 2013 entra nel cast di Una famiglia quasi perfetta, successivamente abbandonato.
A metà del 2013 è stata annunciata la sua partecipazione all'opera teatrale Chicos católicos. Sempre nel 2013 ha partecipato nella commedia El Jardín de los Cerezos.
Nel 2014 appare in tre episodi finali della serie Taxxi, amores cruzados.

## Filmografia

### Cinema
- Papá se volvió loco, lungometraggio (2004)
- Gris, cortometraggio (2005)
- La llave, cortometraggio (2006)
- Nena, saludáme al Diego, cortometraggio (2011)
- Chicos católicos, lungometraggio (2014)
- No dormirás, lungometraggio (2018)

### Televisione
- Rebelde Way - serial TV (2003)
- El refugio - serial TV (2006)
- Il mondo di Patty (Patito Feo) - serial TV (2007)
- Niní - serial TV (2009)
- Para vestir santos - A proposito di single (Para vestir santos) - serial TV (2010)
- Un año para recordar - serial TV (2011)
- Los únicos - serial TV (2012)
- Decisiones de vida - serie TV (2011)
- Taxxi, amores cruzados - serial TV (2014)
- Los ricos no piden permiso - serial TV (2016)
- Educando a Nina - serial TV (2016)
- Dalia delle fate (Dalia de las Hadas) - serie TV (2017)
- Cien días para enamorarse - serial TV (2018)
- Rizhoma Hotel - miniserie TV (2018)
- Millennials - serie TV (2018-2019)

## Discografia

### Colonne sonore
- 2007 - Il mondo di Patty - La storia più bella... continua
- 2008 - Il mondo di Patty - La vita è una festa
- 2008 - Il mondo di Patty - La vita è una festa (fan edition)
- 2009 - Arriba las ilusiones

## Teatro
- RWAY (2003-2004)
- Margaritas (2006)
- Il mondo di Patty (2007-2009)
- Niní: La Búsqueda (2010)
- ¿Y dónde esta papá? (2011)
- Chicos católicos (2011-2016)
- El jardín de los cerezos (2013)
- Homo Setentus (2014)
- Dinner (2016)
- La Madre que los Parió (2016)
- La Respiració (2018)
- Cabaret (2019)

## Doppiatori italiani
Nelle versioni in italiano delle opere in cui ha recitato, Juan Manuel Guilera è stato doppiato da:
- Marco Bassetti in Il mondo di Patty[1]
- Fabrizio De Flaviis in Niní[2]
- Gabriele Sabatini in Dalia delle fate